# Ilusão de Ebbinghaus

Os dois círculos laranjas são exatamente do mesmo tamanho; no entanto, o da direita parece maior

A ilusão de Ebbinghaus (ou círculos de Titchener) é uma ilusão de ótica de percepção de tamanho relativo. Batizada com o nome de seu descobridor, o psicólogo alemão Hermann Ebbinghaus (1850-1909), a ilusão foi popularizada no mundo de língua inglesa por Edward B. Titchener em um livro-texto de psicologia experimental de 1901, daí seu nome alternativo. Na versão mais conhecida da ilusão, dois círculos de tamanho idêntico são colocados próximos um do outro, e um é cercado por grandes círculos enquanto o outro é cercado por pequenos círculos. Como resultado da justaposição de círculos, o círculo central cercado por grandes círculos parece menor do que o círculo central cercado por círculos pequenos.
Trabalhos recentes sugerem que dois outros fatores críticos envolvidos na percepção da ilusão de Ebbinghaus são a distância dos círculos circundantes do círculo central e a integridade do anel, o que torna a ilusão comparável em natureza à ilusão de Delboeuf. Independentemente do tamanho relativo, se os círculos ao redor estiverem mais próximos do círculo central, o círculo central parecerá maior e se os círculos ao redor estiverem distantes, o círculo central parecerá menor. Enquanto a variável distância parece ser um fator ativo na percepção do tamanho relativo, o tamanho dos círculos circundantes limita o quão perto eles podem estar do círculo central, resultando em muitos estudos confundindo as duas variáveis.

## Possíveis explicações
A ilusão de Ebbinghaus desempenhou um papel crucial no debate sobre a existência de caminhos separados no cérebro para percepção e ação. Tem sido argumentado que a ilusão de Ebbinghaus distorce a percepção de tamanho, mas não a ação. Um estudo do neurocientista Melvyn A. Goodale mostrou que quando um sujeito é obrigado a responder a um modelo físico da ilusão agarrando o círculo central, a escala da abertura da pegada não foi afetada pela distorção de tamanho percebida. Enquanto outros estudos confirmam a insensibilidade da escala de aderência para ilusões de contraste de tamanho como a ilusão de Ebbinghaus, outro trabalho sugere que tanto a ação quanto a percepção são enganadas pela ilusão.
A pesquisa de neuroimagem sugere uma correlação inversa entre a receptividade de um indivíduo ao efeito Ebbinghaus e ilusões semelhantes (como a ilusão de Ponzo) e o tamanho altamente variável do córtex visual primário do indivíduo. A pesquisa de desenvolvimento sugere que a ilusão depende da sensibilidade ao contexto. A ilusão mais frequentemente causa engano de tamanho relativo em estudantes universitários, que têm alta sensibilidade ao contexto, do que em crianças de 10 anos ou menos.